# Rivière du Vieux Comptoir
Rivière du Vieux Comptoir är ett vattendrag i Kanada.   Det ligger i provinsen Québec, i den östra delen av landet, 800 km norr om huvudstaden Ottawa.
Trakten runt Rivière du Vieux Comptoir är nära nog obefolkad, med mindre än två invånare per kvadratkilometer.